# Lindholmemydidae
Lindholmemydidae — вимерла родина прихованошийних черепах. Представники родини мешкали у кінці крейди і у палеоцені на території Азії. Скам'янілі рештки знаходять на території Монголії, Китаю, Узбекистану.
Описано вісім родів:
- Amuremys
- Elkemys
- Gravemys
- Hongilemys
- Khodzhakulemys
- Mongolemys
- Paragravemys
- Paramongolemys